# Groß Pampau
Groß Pampau ist eine Gemeinde im Kreis Herzogtum Lauenburg in Schleswig-Holstein. Groß Pampau hat keine weiteren Ortsteile.

## Geographie
Der Ort liegt etwa sechs Kilometer östlich von Schwarzenbek.

## Geschichte
Das Dorf wurde im Jahr 1230 im Ratzeburger Zehntregister zum ersten Mal urkundlich erwähnt. In der Lauenburgischen Sage gilt Pampau als Geburtsort von Till Eulenspiegel. Am 1. April 1939 wurde Groß Pampau nach Sahms eingegliedert, erlangte nach dem Zweiten Weltkrieg aber wieder die Selbständigkeit und gehört seitdem zum Amt Schwarzenbek-Land.

## Politik

### Gemeindevertretung
Bei der Kommunalwahl 2023 errang die Aktive Alte Wählergemeinschaft Groß Pampau erneut alle sieben Sitze in der Gemeindevertretung. Die Wahlbeteiligung betrug 66,2 Prozent.

### Wappen
Blasonierung: „Von Gold und Blau über einem stark abgeflachten silbernen Dreiberg erhöht geteilt. Oben ein schräglinks gestelltes grünes Eichenblatt und ein roter Pferdekopf, unten ein silberner Bartenwal.“

## Sehenswürdigkeiten
Die Kiesgrube der Kieswerke Ohle & Lau GmbH ist als Fundort von Fossilien und Geschiebe bekannt. Schon wenige Jahre nach der Inbetriebnahme war sie eine beliebte Fundstelle für Geschiebesammler und weist überdies eine bedeutende Vielfalt an fossilen Meerestieren aus dem Miozän auf. Zwischen 1984 und 2025 wurden hier vier Skelette von elf Millionen Jahre alten Walen aus dem oberen Mittelmiozän gefunden und ausgegraben. Paläontologische Funde aus der Kiesgrube werden im Museum für Natur und Umwelt in Lübeck ausgestellt. Der 1989 entdeckte Bartenwal wurde seinem Fundort entsprechend Praemegaptera pampauensis (Pampauwal) benannt. 2016 fanden Hobby-Paläontologen ein elf Millionen Jahre altes Robbenskelett. Die Tiere lebten, ihren Erkenntnisse zufolge, in der Ur-Nordsee. Auch die Fragmente einer ca. zwei Meter langen und etwa elf Millionen Jahre alten Lederschildkröte wurden dort gefunden.
Seit 2007 sind die ehemals ergiebigen Fundstellen nicht mehr vollständig zugänglich. Außerdem ist ein Besuch der Grube nur mit einer besonderen Genehmigung möglich.
Siehe auch: Liste der Kulturdenkmale in Groß Pampau